# Nauru na Letních olympijských hrách 2012
Nauru se účastnilo Letních olympijských her 2012 a zastupovali ho 2 sportovci ve 2 sportech (2 muži). Jednalo se o pátý start tohoto státu na letních olympijských hrách. Vlajkonošem výpravy byl vzpěrač Itte Detenamo. Nejmladší z týmu byl Itte Detenamo, kterému v době konání her bylo 25 let. Nejstarší z týmu byl Sled Dowabobo, kterému bylo v době konání her 29 let. Nikomu z výpravy se během her nepodařilo získat medaili.

## Pozadí
Olympijský výbor Nauru byl Mezinárodním olympijským výborem uznán 1. ledna 1994. Na základě toho se v roce 1996 mohlo Nauru zúčastnit prvních olympijských her, v daném roce konaných v Atlantě. V roce 2012 v Londýně tedy Nauru startovalo již na svých pátých olympijských hrách. Na předchozích hrách se však nikomu z reprezentantů nepodařilo pro Nauru získat medaili.
Delegace Nauru se kromě dvou sportovců, vzpěrače Itteho Detenama a judisty Sleda Dowaboba, skládala z trenérů Paula Coffy a Patricka Mahona.

## Disciplíny

### Judo

#### Kvalifikace
Olympijský turnaj v judu probíhal v 7 váhových kategoriích v mužské a v 7 váhových kategoriích v ženské části. Celkem bylo k dispozici 252 kvalifikačních míst. Základem pro kvalifikaci bylo hodnocení sportovců Mezinárodní judistickou federací. 10 míst bylo určeno sportovcům z Oceánie a díky tomu se na hry kvalifikoval i Sled Dowabobo i přesto, že ve světovém žebříčku nepatřil k 252 nejvýše postaveným judistům.

#### Výsledky
29letý Sled Dowabobo startoval na svých prvních a zároveň jediných olympijských hrách a stal se také prvním judistou z Nauru, který dostal možnost na olympijských hrách zápasit. První zápas se uskutečnil 30. července a Dowabobo se v něm postavil uzbeckému reprezentantovi N. Jurakobilovi, kterému podlehl. Prohra znamenala nepostup do dalších bojů.
| Sportovec     | Disciplína    | 1/64                            | 1/32        | 1/16        | Čtvrtfinále | Semifinále  | Oprava      | Finále/Bronzová medaile | Finále/Bronzová medaile |
| Sportovec     | Disciplína    | Soupeř                          | Soupeř      | Soupeř      | Soupeř      | Soupeř      | Soupeř      | Soupeř                  | Pořadí                  |
| ------------- | ------------- | ------------------------------- | ----------- | ----------- | ----------- | ----------- | ----------- | ----------------------- | ----------------------- |
| Sled Dowabobo | Muži do 73 kg | Navruz Jurakobilov (UZB) PROHRA | nepostoupil | nepostoupil | nepostoupil | nepostoupil | nepostoupil | nepostoupil             | nepostoupil             |

### Vzpírání
25letý Itte Detenamo se na olympijské hry probojoval díky svému výsledku na Mistrovství Oceánie ve vzpírání konaném v roce 2012. Startoval ve váhové kategorii mužů nad 105 kg a dosáhl celkového výsledku 390 kg. Tento výkon stačil na 14. místo z 19 startujících vzpěračů (1 však závod nedokončil).
| Sportovec/Sportovkyně | Disciplína      | Trh      | Trh    | Nadhoz   | Nadhoz | Dohromady | Pořadí |
| Sportovec/Sportovkyně | Disciplína      | Výsledek | Pořadí | Výsledek | Pořadí | Dohromady | Pořadí |
| --------------------- | --------------- | -------- | ------ | -------- | ------ | --------- | ------ |
| Itte Detenamo         | Muži nad 105 kg | 175      | 15.    | 215      | 16.    | 390       | 14.    |